# 2-Butanonoxim
2-Butanonoxim  ist eine chemische Verbindung aus der Gruppe der Oxime. Es ist eine farblose, flüchtige Flüssigkeit mit aromatischem Geruch.

## Gewinnung und Darstellung
2-Butanonoxim kann durch katalytische Ammoxidation von 2-Butanon gewonnen werden.

## Verwendung
2-Butanonoxim wird Lacken und Holzschutzlasuren auf Basis so genannter oxidativ trocknender Bindemittel in geringer Konzentration (kleiner als ein Prozent) als Hautverhinderungsmittel zugesetzt, das nach der Applikation des Lacks relativ schnell verdampft. Es wird weiterhin bei der Polyurethanverarbeitung, als Korrosionsschutzmittel und als Zwischenprodukt zur Herstellung abgeleiteter Verbindungen eingesetzt.

## Nachweis
Nach angemessener Probevorbereitung kann der Gehalt an 2-Butanonoxim gaschromatographisch mit einem stickstoffselektiven Detektor gemessen werden. Für thermisch instabile Substanzen, z. B. Prepolymere, empfiehlt sich die Analyse mittels Flüssigkeitschromatographie und die Quantifizierung mit einem massenselektiven Detektor (HPLC/MS). Die Probenmatrix wird über eine Reversed-Phase-Säule chromatographisch getrennt und die Masse des Butanonoxims nachgewiesen. Vorteil der HPLC/MS ist, dass keine Überbefunde durch Rückspaltung generiert werden und dass die Nachweisempfindlichkeit deutlich niedriger ist.

## Sicherheitshinweise
Die Dämpfe von 2-Butanonoxim können beim Erhitzen über seinen Flammpunkt von 58 °C mit Luft ein explosionsfähiges Gemisch bilden. Weiterhin ist zu beachten, dass sich die Verbindung im Tierversuch als krebserregend (bei lebenslanger Inhalation treten bei Mäusen und Ratten mit erhöhter Wahrscheinlichkeit Leberkarzinome auf) herausgestellt hat und bei Hautkontakt Allergien auslöst.
In Deutschland wurde für 2-Butanonoxim im Juli 2013 ein Arbeitsplatzgrenzwert von 1 mg/m3 festgelegt.
2-Butanonoxim wurde 2013 von der EU gemäß der Verordnung (EG) Nr. 1907/2006 (REACH) im Rahmen der Stoffbewertung in den fortlaufenden Aktionsplan der Gemeinschaft (CoRAP) aufgenommen. Hierbei werden die Auswirkungen des Stoffs auf die menschliche Gesundheit bzw. die Umwelt neu bewertet und ggf. Folgemaßnahmen eingeleitet. Ursächlich für die Aufnahme von 2-Butanonoxim waren die Besorgnisse bezüglich der Einstufung als CMR-Stoff, Verbraucherverwendung, kumulative Exposition, hohes Risikoverhältnis (Risk Characterisation Ratio, RCR) und weit verbreiteter Verwendung sowie der vermuteten Gefahren durch sensibilisierende Eigenschaften. Die Neubewertung fand ab 2013 statt und wurde von Deutschland durchgeführt. Anschließend wurde ein Abschlussbericht veröffentlicht.